# Gerhard Schröder
Gerhard Fritz Kurt Schröderⓘ [ˌɡeɐ̯haɐ̯t fʁɪʦ kʊɐ̯t ˈʃʁøːdɐ] (sinh ngày 7 tháng 4 năm 1944), là một nhà chính trị Đức, là Thủ tướng Đức từ năm 1998 đến năm 2005. Là một đảng viên của Đảng Dân chủ Xã hội Đức (SPD), ông đã dẫn đầu một chính phủ liên hiệp của đảng SPD và Đảng Xanh. Trước khi trở thành một nhà chính trị hoàn toàn, ông từng là một luật sư thành công và trước khi trở thành thủ tướng, ông từng là thủ hiến của bang Niedersachsen. Sau cuộc bầu cử liên bang năm 2005, mà đảng của ông bị thua và sau 3 tuần thương lượng, ông đã rút lui nhường lại chức thủ tướng cho Angela Merkel thuộc Liên minh Dân chủ Thiên Chúa giáo.

## Thời thơ ấu và học vấn
Schröder sinh ra ở Blomberg, Lippe, ở Đức Quốc xã. Cha của ông, Fritz Schröder, một hạ sĩ trong Wehrmacht, đã thiệt mạng trong Chiến tranh thế giới thứ hai ở Romania vào ngày 4 tháng 10 năm 1944, gần sáu tháng sau khi Gerhard chào đời. Mẹ anh, Erika (nhũ danh Vosseler), làm công nhân nông nghiệp để nuôi sống bản thân và hai con trai.
Sau chiến tranh, khu vực Schröder sống trở thành một phần của Tây Đức. Ông đã hoàn thành chương trình học nghề bán lẻ tại một cửa hàng phần cứng Lemgo từ năm 1958 đến năm 1961 và sau đó làm việc trong một cửa hàng bán lẻ Lage và sau đó là một công nhân xây dựng phổ thông và nhân viên bán hàng. thư ký ở Göttingen trong khi học ở trường ban đêm để lấy bằng chung cho đầu vào đại học (Abitur). Ông không phải đi nghĩa vụ quân sự vì cha ông đã hy sinh trong chiến tranh. Năm 1966, Schröder được nhận vào một trường đại học, vượt qua kỳ thi Abitur tại Westfalen-Kolleg, Bielefeld. Từ năm 1966 đến năm 1971, ông học luật tại Đại học Göttingen.
Năm 1976, ông đậu kỳ thi luật thứ hai và sau đó làm luật sư cho đến năm 1990. Trong số những trường hợp gây tranh cãi hơn của mình, Schröder đã giúp Horst Mahler, một thành viên sáng lập của nhóm khủng bố Baader-Meinhof, để được ra tù sớm và được phép hành nghề luật trở lại ở Đức.

## Sự nghiệp chính trị ban đầu
Schröder gia nhập Đảng Dân chủ Xã hội năm 1963. Năm 1978, ông trở thành chủ tịch liên bang của Những người theo chủ nghĩa xã hội trẻ, tổ chức thanh niên của SPD. Ông đã phát biểu thay mặt cho nhà bất đồng chính kiến Rudolf Bahro, cũng như Tổng thống Jimmy Carter, Herbert Marcuse và Wolf Biermann.

## Thủ tướng Đức, 1998–2005

### Nội các

#### Nội các lần 1, 1998–2002
Sau Bầu cử quốc gia năm 1998, Schröder trở thành thủ tướng với tư cách là người đứng đầu liên minh SPD-Green. Trong suốt chiến dịch tranh cử thủ tướng, ông thể hiện mình là một đảng viên Đảng Dân chủ Xã hội "mới" thực dụng, người sẽ thúc đẩy tăng trưởng kinh tế đồng thời củng cố hệ thống phúc lợi xã hội hào phóng của Đức.
Sau khi Oskar Lafontaine từ chức Lãnh đạo Đảng Dân chủ Xã hội vào tháng 3 năm 1999, để phản đối việc Schröder áp dụng một số điều mà Lafontaine coi là "neo -tự do", Schröder cũng tiếp quản chức vụ của đối thủ. Vào tháng 4 năm 1999, trong phiên họp đầu tiên của Đức tại Reichstag được khôi phục, để vỗ tay, ông đã dẫn lời nhà văn Albania Ismail Kadare, nói: "Balkan là sân của ngôi nhà châu Âu, và không ngôi nhà nào có thể hòa bình tồn tại chừng nào con người không còn tồn tại." giết nhau trong sân nhà." Trong một động thái nhằm báo hiệu một liên minh sâu sắc hơn giữa Schröder và Thủ tướng Tony Blair của Vương quốc Anh, hai nhà lãnh đạo đã đưa ra bản tuyên ngôn dài 18 trang về cải cách kinh tế vào tháng 6 năm 1999. Với tựa đề "Châu Âu: Con đường thứ ba", hay "Die Neue Mitte" trong tiếng Đức, nó kêu gọi các chính phủ trung tả của châu Âu cắt giảm thuế, theo đuổi cải cách lao động và phúc lợi cũng như khuyến khích tinh thần kinh doanh. Báo cáo chung cho biết các chính phủ châu Âu cần áp dụng "chương trình nghị sự về phía cung" để đáp ứng toàn cầu hóa, nhu cầu của thị trường vốn và thay đổi công nghệ.
Những nỗ lực của Schröder đã phản tác dụng trong chính đảng của ông, nơi phe cánh tả của đảng này bác bỏ lời kêu gọi cắt giảm phúc lợi xã hội và các chính sách ủng hộ doanh nghiệp của Schröder-Blair. Thay vào đó, tờ báo này nhận trách nhiệm về liên tiếp sáu thất bại trong cuộc bầu cử cấp bang ở Đức vào năm 1999 của Đảng Dân chủ Xã hội. Chỉ đến năm 2000, Schröder mới lợi dụng được vụ bê bối quyên góp của phe đối lập Đảng Dân chủ Thiên chúa giáo của mình để thúc đẩy một dự luật cải cách thuế mang tính bước ngoặt và tái thiết lập sự thống trị của ông trên chính trường Đức.
Nhiệm kỳ của Schröder giám sát chuyển trụ sở chính phủ từ Bonn đến Berlin. Vào tháng 5 năm 2001, Schröder chuyển đến nơi ở chính thức mới của mình, Thủ tướng Liên bang ở Berlin, gần hai năm sau khi thành phố trở thành trụ sở của Chính phủ Đức. Trước đây ông đã làm việc tại tòa nhà ở đông Berlin được các cựu lãnh đạo của Đông Đức sử dụng.

#### Nội các lần 2, 2002–2005

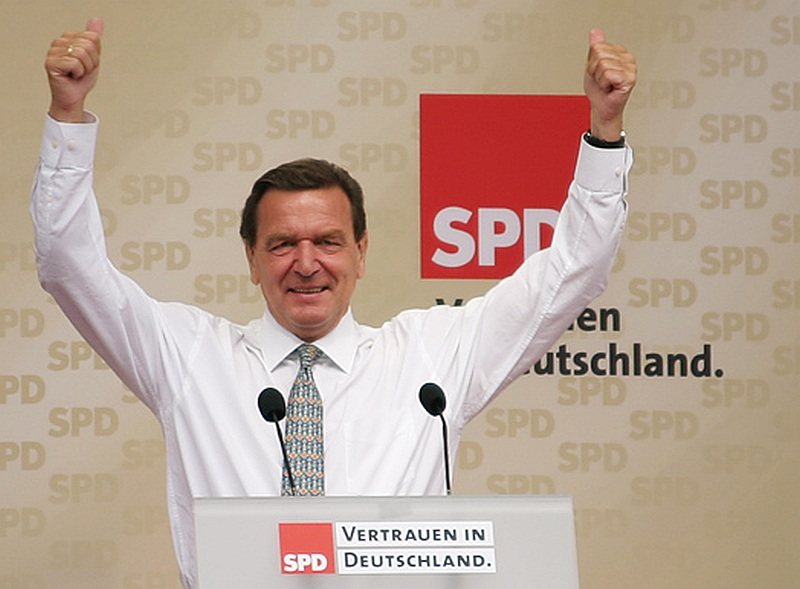
"SPD – Niềm tin vào nước Đức": Schröder ở Esslingen.

Trong suốt quá trình chuẩn bị cho Bầu cử Đức năm 2002, Đảng Dân chủ Xã hội và Đảng Xanh đã theo sát ứng cử viên trung hữu Edmund Stoiber cho đến khi thảm họa do nước lũ dâng cao ở Đức đã khiến số phiếu bầu của ông được cải thiện. Hơn nữa, sự phản đối phổ biến của ông đối với một cuộc chiến tranh ở Iraq đã chiếm ưu thế trong chiến dịch tranh cử trong thời gian chuẩn bị cho cuộc bầu cử. Tại cuộc bỏ phiếu ngày 22 tháng 9 năm 2002, ông đảm bảo thêm một nhiệm kỳ bốn năm nữa, với tỷ lệ đa số 9 ghế sít sao giảm từ con số 21.
Vào tháng 2 năm 2004, Schröder từ chức chủ tịch SPD trong bối cảnh ngày càng có nhiều chỉ trích từ chính đảng của ông về chương trình cải cách của ông; Franz Müntefering kế nhiệm ông làm chủ tịch. Vào ngày 22 tháng 5 năm 2005, sau khi SPD thua Đảng Dân chủ Thiên chúa giáo (CDU) tại North Rhine-Westphalia, Gerhard Schröder tuyên bố ông sẽ kêu gọi bầu cử liên bang "càng sớm càng tốt". ". chuyển động tín nhiệm sau đó đã bị đánh bại tại Bundestag vào ngày 1 tháng 7 năm 2005 với tỷ số 151-296 (với 148 phiếu trắng), sau khi Schröder kêu gọi các thành viên không bỏ phiếu cho chính phủ của ông để kích hoạt các cuộc bầu cử mới. Để đáp lại, một nhóm các nhà bất đồng chính kiến SPD cánh tả và Đảng Chủ nghĩa xã hội dân chủ đã đồng ý tranh cử chung một vé trong cuộc tổng tuyển cử, với đối thủ của Schröder Oskar Lafontaine dẫn đầu nhóm mới.